# Centruroides romeroi
Centruroides romeroi es una especie de escorpión del género Centruroides, familia Buthidae. Fue descrita científicamente por Quijano-Ravell, de Armas, Francke & Ponce-Saavedra en 2019.
Se distribuye por México, en Michoacán.

## Descripción
Especie de tamaño mediano, mide aproximadamente 33-45 milímetros de longitud, con lóbulo interno y medial poco desarrollado, tronco ancho. De color pálido, muy parecido a la especie Centruroides ornatus.